# Jednostka produkcji
Jednostka produkcji – umowna jednostka miary, charakterystyczna dla danego rodzaju robót, która stanowi wskaźnik niezbędny do określenia ilości wykonywanych robót. 